# Roc del Gento
El Roc del Gento és una muntanya de 1.670 metres que es troba al municipi de la Guingueta d'Àneu, a la comarca del Pallars Sobirà.